# Antiliv
Antiliv är det norska black metal-bandet Tsjuders femte studioalbum, utgivet 2015 av skivbolaget Season of Mist.

## Låtlista
1. "Kaos" – 3:32
2. "Krater" – 7:19
3. "Norge" – 4:56
4. "Djevelens mesterverk" – 4:28
5. "Demonic Supremacy" – 6:29
6. "Slumber with the Worm" – 5:57
7. "Ved ferdens ende" – 5:31
8. "Antiliv" – 8:01

- Text: Tsjuder (spår 1, 3–8), Seidemann (spår 2)
- Musik: Tsjuder

## Medverkande
Musiker (Tsjuder-medlemmar)
- Nag (Jan-Erik Romøren) – sång, basgitarr
- Draugluin (Halvor Storrøsten) – gitarr, bakgrundssång
- Anti-Christian (Christian Håpnes Svendsen) – trummor

Produktion
- Tsjuder – ljudtekniker
- Bjarne Stensli – ljudtekniker
- Harald Værnor – ljudtekniker
- Andy LaRocque (Anders Allhage) – ljudmix, mastering
- Pål Emanuelsen – ljudmix, mastering
- Seidemann (Tor Risdal Stavenes) – sångtext (spår 2)
- Vincent Fouquet – omslagsdesign, omslagskonst
- Lars Haider – foto
- Draugluin – foto
- Christophe Szpajdel – logo